# 帕爾馬 (科羅拉多州)
莫帕爾馬（英語：Parma）是位於美國科羅拉多州阿拉莫薩縣的一個非建制地區。該地的面積和人口皆未知。

## 地理
莫帕爾馬的座標為37°32′14″N 106°02′19″W / 37.53722°N 106.03861°W，而該地的平均海拔高度為2286米（即7500英尺）。